# Anthony Davis (cestista)
Anthony Marshon Davis (Chicago, 11 marzo 1993) è un cestista statunitense, professionista nella NBA con i Dallas Mavericks. Il suo ruolo può essere ala forte o centro.

## Caratteristiche tecniche
Giocatore versatile e dinamico, è in grado di coprire sia il ruolo di ala forte che di centro. Risulta decisivo sia nella fase offensiva, nel corso della quale fa uso del suo notevole repertorio in post basso, sia in quella difensiva, tanto al rimbalzo quanto, soprattutto, nelle stoppate, statistica nella quale è stato il migliore in NBA nelle stagioni 2013-14, 2014-15 e 2017-18. Proprio in virtù di queste caratteristiche, è considerato uno dei migliori giocatori dell'NBA e una delle migliori ali grandi di sempre.

## Carriera

### High school e college
Cresciuto nella zona sud di Chicago, Davis ha giocato nella Perspectives Charter High School, iscritta alla Blue Division della Chicago Public High School League. Rimasto praticamente sconosciuto agli addetti ai lavori fino al 2010, anche a causa della bassa statura, venne scoperto nella primavera dello stesso anno dopo un'improvvisa crescita e una serie di partite di esibizione in Amateur Athletic Union, e subito considerato da Scout.com il miglior giocatore liceale della nazione.
Nel 2011 viene selezionato per il Jordan Brand Classic, per il McDonald's All-American, oltre a venire incluso nel primo quintetto All-American da Parade, SLAM Magazine, DIME e USA Today. Dopo aver ricevuto offerte da Siracuse, DePaul e Ohio State, Davis firma nel 2010 la sua lettera di intenti, comunicando la decisione di voler giocare a Kentucky sotto la guida di coach John Calipari.
Al termine di una stagione, nella quale disputa 40 partite totali e batte il record per stoppate di media e per stoppate in una singola stagione, viene nominato giocatore dell'anno da Sporting News, da CBSSports.com, dall'Associated Press (secondo freshman di sempre a riuscirci) e dalla conference SEC, oltre a portare a casa il Robertson Trophy, il John R. Wooden Award ed il Naismith College Player of the Year. Al termine della stagione riesce inoltre a vincere il campionato NCAA ed il Most Outstanding Player della competizione, battendo in finale Kansas.

### NBA

#### New Orleans Hornets (2012-2013)

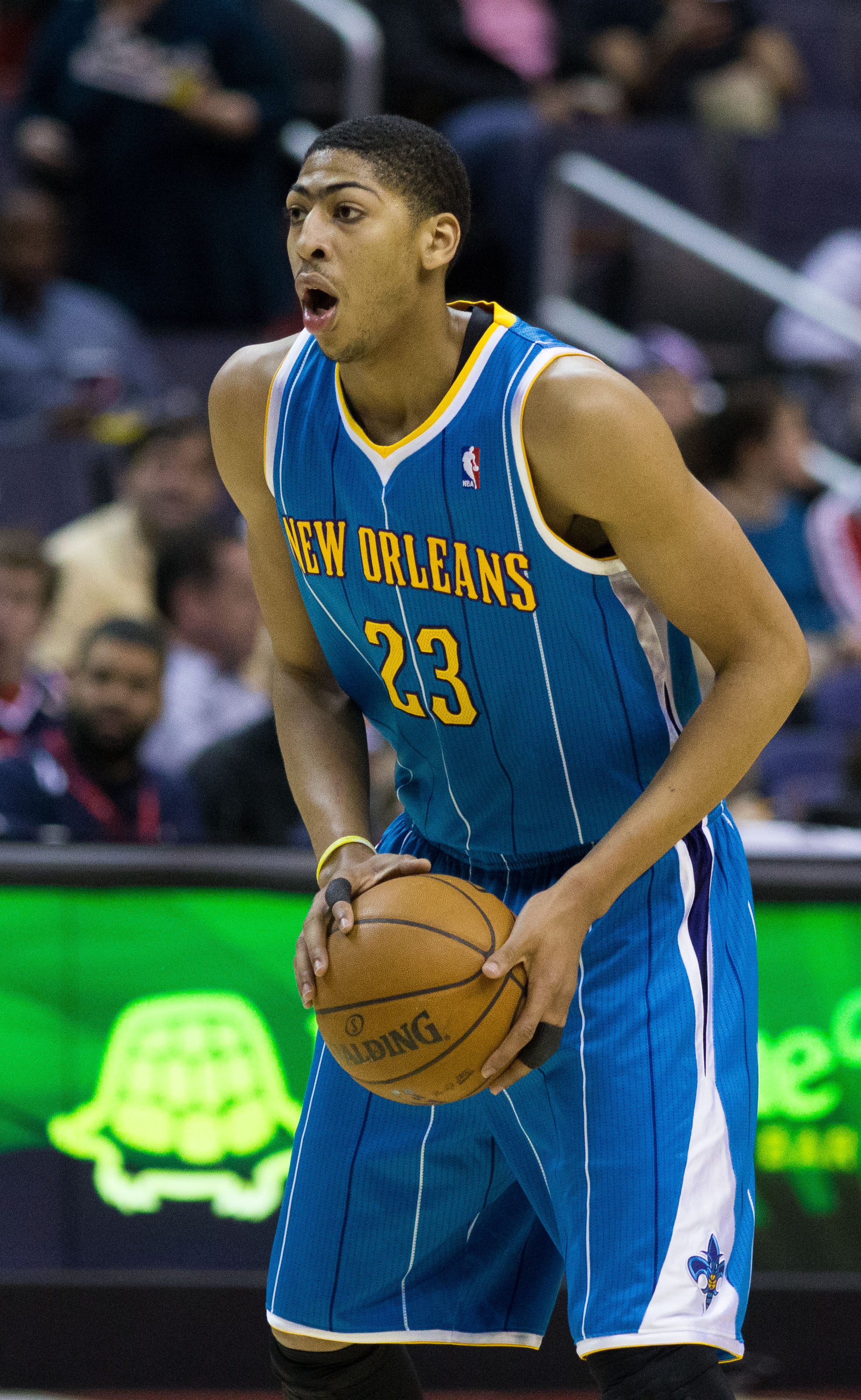
Davis alla sua prima stagione in NBA con gli Hornets

Al termine del campionato NCAA 2012, Davis si dichiara eleggibile per il draft NBA, dove senza alcuna sorpresa viene selezionato come prima scelta assoluta dai New Orleans Pelicans. Esordisce in NBA contro i San Antonio Spurs il 31 ottobre 2012, mettendo a referto 21 punti e 7 rimbalzi. Il 2 novembre 2013, in occasione del successo interno sui Charlotte Bobcats, mette a referto 6 palle recuperate e 6 stoppate, impresa riuscita in precedenza solo a Elvin Hayes, Hakeem Olajuwon, David Robinson e Andrej Kirilenko. Termina la stagione con 13,5 punti, 8,2 rimbalzi e 1,8 stoppate di media a partita, finendo secondo nella corsa al premio di Rookie dell'anno, conquistato dalla guardia dei Trail Blazers Damian Lillard.

##### L'affermazione e l'ascesa a superstar (2013-2018)

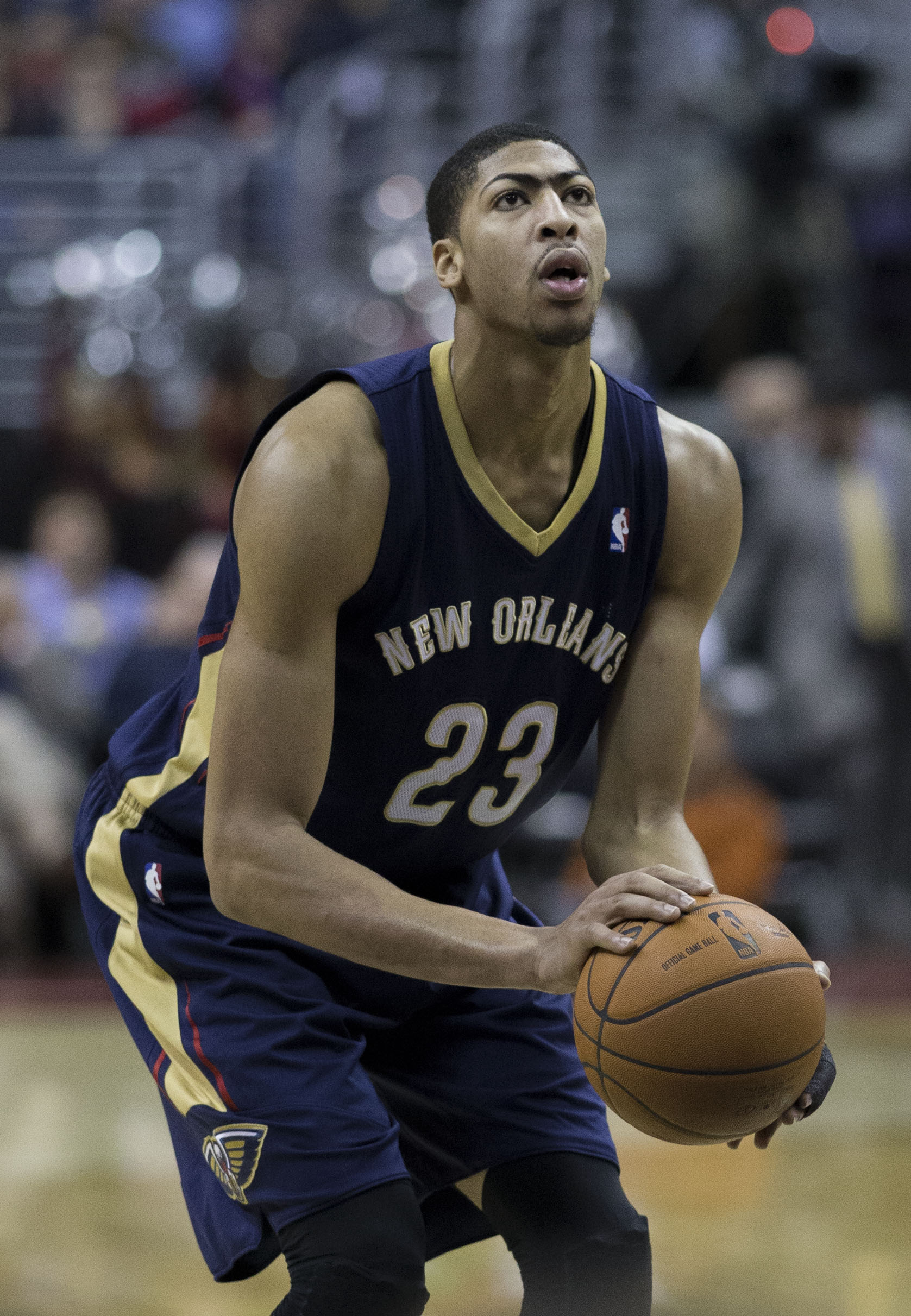
Davis nel 2014

Nella stagione 2013-2014, Davis s'impone come All-Star. Nonostante un brillante inizio, dovuto all'entusiasmo e alla freschezza d'un gruppo giovane, a cui in estate sono stati aggiunti Tyreke Evans e l'All-Star Jrue Holiday, la squadra chiude con un modesto 34-48, terminando al 12º posto della Western Conference, a causa soprattutto dei numerosi infortuni occorsi allo stesso Davis. Chiude con 21 punti, 10 rimbalzi e quasi 3 stoppate di media (leader stagionale della NBA), finendo al terzo posto nella corsa al premio di giocatore più migliorato della stagione, dietro a Lance Stephenson e Goran Dragic.
Il 2014-15 vede Davis fare un ulteriore passo in avanti, imponendosi come candidato al titolo di MVP e venendo inoltre incluso nel primo quintetto All-NBA, dopo aver concluso la stagione con 24,4 punti, 10,2 rimbalzi e 2,9 stoppate a partita). Al termine di una serrata lotta con OKC, i Pelicans riescono a raggiungere la post-season, la prima dal 2011, come ottavo seed, ma vengono eliminati al primo turno dagli Warriors, futuri campioni, per 4-0, nonostante le ottime prestazioni di Davis (30 punti e 11 rimbalzi di media nella serie).
All'inizio di luglio Davis firma un nuovo contratto da 145 milioni di dollari per cinque anni. La stagione si rivela però disastrosa per i Pelicans. Nonostante l'ennesima convocazione all'All-Star Game, e il nuovo career-high da 59 punti, New Orleans non riesce a qualificarsi ai Playoff, anche a causa di un infortunio alla spalla occorso a Davis.

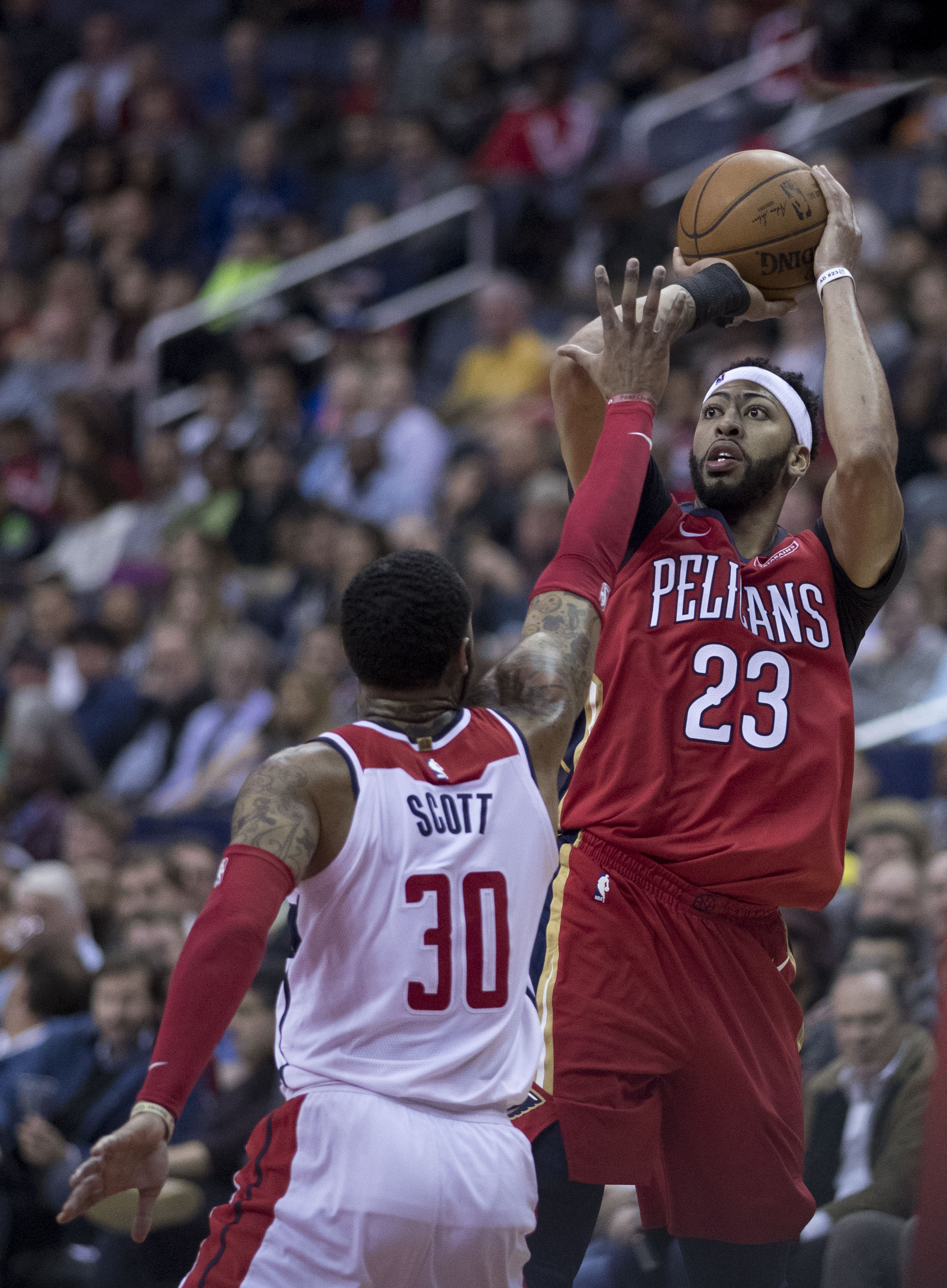
Davis al tiro in maglia Pelicans nel dicembre 2017

Nella stagione 2016-2017 Davis ritorna ai suoi livelli abituali, venendo convocato come titolare per l'All Star Game di New Orleans, dove viene nominato MVP della competizione dopo aver realizzato 52 punti (massimo nella storia della partita delle stelle,superato poi da Jayson Tatum nell'all-star game del 2023 con 55 punti) con 11 rimbalzi. Al termine della stagione viene incluso nel primo quintetto All-NBA (per la seconda volta in carriera) e nel secondo quintetto All-Defense, dopo aver tenuto di media 28 punti, 11,8 rimbalzi e 2,2 stoppate. Nonostante le ottime prestazioni di Davis, e l'arrivo a metà stagione dell'All-Star DeMarcus Cousins, la squadra rimane ancora una volta fuori dai Playoff.
Nel 2017-18 viene convocato nuovamente per l'All Star Game e incluso per il secondo anno consecutivo nel primo quintetto All-NBA, guidando questa volta i Pelicans al sesto posto nella Western Conference, nonostante molti avessero dato per spacciata la squadra di New Orleans dopo il terribile infortunio di DeMarcus Cousins a gennaio. Ai Playoff New Orleans elimina con un secco 4-0 al primo turno Portland, ma deve arrendersi nel turno successivo a Golden State, campioni in carica, per 4-1.

##### La rottura con i Pelicans (2018-2019)
Dopo un inizio di stagione complicato per la franchigia, Davis rompe totalmente con New Orleans, arrivando a chiedere la cessione, ed indicando come preferenza i Los Angeles Lakers, unica franchigia con la quale si dice disponibile a firmare un'estensione contrattuale, snobbando l'interesse di Toronto Raptors e Milwaukee Bucks. La NBA decide però di multarlo di 50.000 dollari per aver richiesto pubblicamente la trade. Nonostante le numerosi voci su una possibile trade, il rifiuto dei Pelicans a trattare con i Lakers forza Davis a rimanere a New Orleans. Dopo diverse settimane di inutilizzo, scende nuovamente in campo in data 8 febbraio 2019 nella sfida contro i Timberwolves nella quale sigla 32 punti e cattura 9 rimbalzi. Chiude la stagione con 25,9 punti, 12 rimbalzi, 4 assist e 2,4 stoppate di media.

### Los Angeles Lakers (2019-2025)

#### Il primo anello (2019-2020)
Il 16 giugno 2019, i Lakers ottengono Davis in cambio di Josh Hart, Lonzo Ball, Brandon Ingram, la quarta scelta al primo giro al Draft 2019, ed altre prime scelte negli anni successivi, battendo la concorrenza, tra gli altri, dei Boston Celtics. Le due squadre ufficializzano lo scambio il 6 luglio. Nonostante l'intenzione di LeBron James di cedere il "23" a Davis, alcuni problemi di Nike legati alla produzione delle magliette costringono il giocatore a prendere il "3", suo numero alle elementari. A inizio stagione, nonostante una spalla dolorante, realizza una prestazione da 40 punti e 20 rimbalzi contro i Memphis Grizzlies, diventando il primo giocatore dei Lakers dopo Shaquille O'Neal a fare ciò. Nella stessa partita realizza anche 26 tiri liberi, quarta miglior prestazione di sempre e migliore dal 1987 (Michael Jordan ci era riuscito allora). Il 9 dicembre 2019, entra nella storia dei gialloviola, trascinando la squadra alla vittoria contro i Timberwolves con un season high da 50 punti, diventando così il terzo giocatore dei Lakers dopo Kobe Bryant e Lebron James a segnare almeno 50 punti in maglia Lakers dal 2010. Chiude la regular season con 26,1 punti, 9,3 rimbalzi, 3,2 assist e 2,3 stoppate di media a partita, vendendo incluso nel primo quintetto All-NBA, nel primo quintetto difensivo e chiudendo al secondo posto (dietro Giannis Antetokounmpo) nella corsa al premio di difensore dell'anno. Grazie alle ottime prestazioni di Davis e James, i Lakers terminano al primo posto della Western Conference.
Ai play-off i Lakers incontrano i Portland Trail-Blazers di Damian Lillard. Dopo una difficile gara-1, Davis si riprende in gara-2, dove, grazie ai 31 punti realizzati in soli 29 minuti, diventa il primo giocatore dei Lakers dal 1987 (quando ci riuscì Kareem Abdul-Jabbar) a segnare almeno 30 punti in meno di 30 minuti di utilizzo in una partita di postseason. 
I Lakers proseguono vincendo 4-1 sia la serie contro gli Houston Rockets di James Harden e Russell Westbrook sia quella contro i Denver Nuggets. In quest'ultima serie, il momento decisivo sarà proprio un canestro di Davis sulla sirena in Gara 2. L'11 ottobre Davis e LeBron James guidano i Lakers alla conquista del loro 17º titolo NBA, grazie alla vittoria in gara 6 delle NBA Finals contro i Miami Heat per 106-93, conquistando così il suo primo titolo personale. Grazie alla vittoria di questo anello con i Lakers, Davis diventa il primo giocatore della storia a vincere un titolo NCAA, una medaglia d'oro alle Olimpiadi, il campionato mondiale FIBA, e un titolo NBA. Dopo queste grandi imprese con i Los Angeles Lakers, si è trasferito ai Dallas Mavericks tramite uno scambio clamoroso con Luka Dončić.

### Nazionale (2012-)

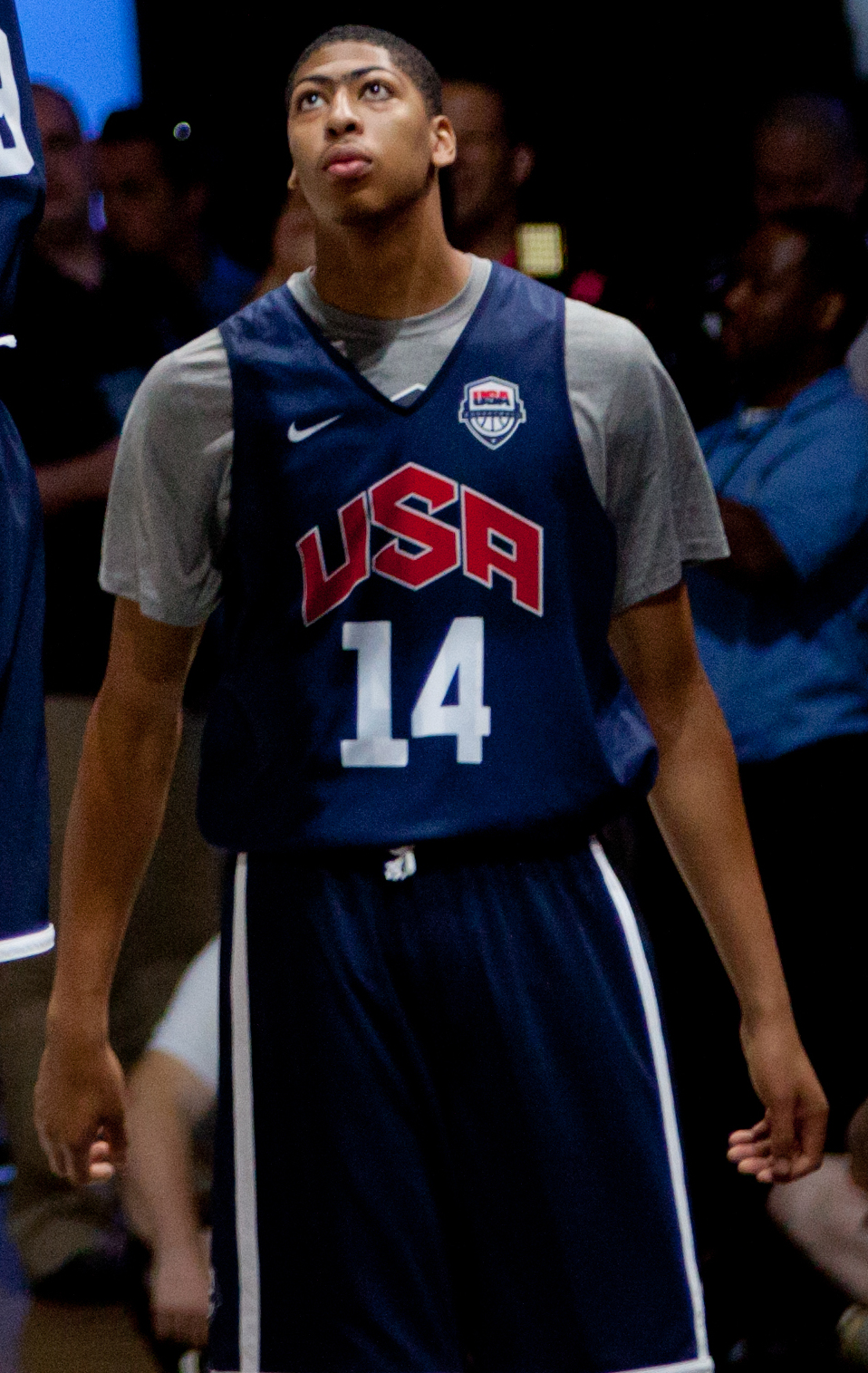
Davis in nazionale durante i Giochi olimpici di

Nel maggio 2012 figura tra i diciotto preconvocati della nazionale statunitense per le Olimpiadi di Londra 2012. Il 14 luglio viene ufficializzata la sua presenza ai Giochi in sostituzione dell'infortunato Blake Griffin. Nell'estate del 2014 viene chiamato a far parte della squadra che disputerà i Mondiali di Spagna; nella competizione Anthony trascina, insieme a Kyrie Irving (che verrà nominato MVP del torneo), il team USA alla vittoria in finale contro la Serbia.
Il 15 luglio 2019 annuncia la sua assenza dai Mondiali in Cina per aggregarsi ai Los Angeles Lakers.

## Statistiche
| † | Denota una stagione in cui ha vinto il titolo |
| * | Primo nella lega                              |

### NCAA
| Anno       | Squadra           | PG | PT | MP   | TC%  | 3P%  | TL%  | RP   | AP  | PRP | SP  | PP   |
| ---------- | ----------------- | -- | -- | ---- | ---- | ---- | ---- | ---- | --- | --- | --- | ---- |
| 2011-2012† | Kentucky Wildcats | 40 | 40 | 32,0 | 62,3 | 15,0 | 70,9 | 10,4 | 1,3 | 1,3 | 4,7 | 14,2 |
| Carriera   | Carriera          | 40 | 40 | 32,0 | 62,3 | 15,0 | 70,9 | 10,4 | 1,3 | 1,3 | 4,7 | 14,2 |

#### Massimi in carriera
- Massimo di punti: 28 vs Vanderbilt (25 febbraio 2012)[44]
- Massimo di rimbalzi: 18 vs Tennessee-Chattanooga (17 dicembre 2011)
- Massimo di assist: 5 (2 volte)
- Massimo di palle rubate: 4 vs Alabama (21 gennaio 2012)
- Massimo di stoppate: 8 (2 volte)
- Massimo di minuti giocati: 40 vs Iowa State (17 marzo 2012)

### NBA

#### Regular Season
| Anno       | Squadra          | PG  | PT  | MP   | TC%  | 3P%  | TL%  | RP   | AP  | PRP | SP   | PP   |
| ---------- | ---------------- | --- | --- | ---- | ---- | ---- | ---- | ---- | --- | --- | ---- | ---- |
| 2012-2013  | N.O. Hornets     | 64  | 60  | 28,8 | 51,6 | 0,0  | 75,1 | 8,2  | 1,0 | 1,2 | 1,8  | 13,5 |
| 2013-2014  | N.O. Pelicans    | 67  | 66  | 35,2 | 51,9 | 22,2 | 79,1 | 10,0 | 1,6 | 1,3 | 2,8* | 20,8 |
| 2014-2015  | N.O. Pelicans    | 68  | 68  | 36,1 | 53,5 | 8,3  | 80,5 | 10,2 | 2,2 | 1,5 | 2,9* | 24,4 |
| 2015-2016  | N.O. Pelicans    | 61  | 61  | 35,5 | 49,3 | 32,4 | 75,8 | 10,3 | 1,9 | 1,3 | 2,0  | 24,3 |
| 2016-2017  | N.O. Pelicans    | 75  | 75  | 36,1 | 50,5 | 29,9 | 80,2 | 11,8 | 2,1 | 1,3 | 2,2  | 28,0 |
| 2017-2018  | N.O. Pelicans    | 75  | 75  | 36,4 | 53,4 | 34,0 | 82,8 | 11,1 | 2,3 | 1,5 | 2,6* | 28,1 |
| 2018-2019  | N.O. Pelicans    | 56  | 56  | 33,0 | 51,7 | 33,1 | 79,4 | 12,0 | 3,9 | 1,6 | 2,4  | 25,9 |
| 2019-2020† | L.A. Lakers      | 62  | 62  | 34,4 | 50,3 | 33,0 | 84,6 | 9,3  | 3,2 | 1,5 | 2,3  | 26,1 |
| 2020-2021  | L.A. Lakers      | 36  | 36  | 32,3 | 49,1 | 26,0 | 73,8 | 7,9  | 3,1 | 1,3 | 1,6  | 21,8 |
| 2021-2022  | L.A. Lakers      | 40  | 40  | 35,1 | 53,2 | 18,6 | 71,3 | 9,9  | 3,1 | 1,2 | 2,3  | 23,2 |
| 2022-2023  | L.A. Lakers      | 56  | 54  | 34,0 | 56,3 | 25,7 | 78,4 | 12,5 | 2,6 | 1,1 | 2,0  | 25,9 |
| 2023-2024  | L.A. Lakers      | 76  | 76  | 35,5 | 55,6 | 27,1 | 81,6 | 12,6 | 3,5 | 1,2 | 2,3  | 24,7 |
| 2024-2025  | L.A. Lakers      | 42  | 42  | 34,3 | 52,8 | 29,8 | 78,8 | 11,9 | 3,4 | 1,3 | 2,1  | 25,7 |
| 2024-2025  | Dallas Mavericks | 9   | 9   | 29,6 | 46,1 | 23,3 | 68,8 | 10,1 | 4,4 | 0,6 | 2,2  | 20,0 |
| Carriera   | Carriera         | 787 | 780 | 34,5 | 52,2 | 29,6 | 79,4 | 10,7 | 2,6 | 1,3 | 2,3  | 24,1 |
| All-Star   | All-Star         | 6   | 3   | 16,5 | 70,6 | 16,7 | 50,0 | 4,8  | 0,3 | 1,3 | 0,5  | 20,5 |

#### Play-off
| Anno     | Squadra       | PG | PT | MP    | TC%  | 3P%  | TL%  | RP    | AP  | PRP | SP   | PP    |
| -------- | ------------- | -- | -- | ----- | ---- | ---- | ---- | ----- | --- | --- | ---- | ----- |
| 2015     | N.O. Pelicans | 4  | 4  | 43,0* | 54,0 | 0,0  | 88,9 | 11,0  | 2,0 | 1,3 | 3,0* | 31,5* |
| 2018     | N.O. Pelicans | 9  | 9  | 39,8  | 52,0 | 27,3 | 82,8 | 13,4* | 1,7 | 2,0 | 2,4* | 30,1  |
| 2020†    | L.A. Lakers   | 21 | 21 | 36,6  | 57,1 | 38,3 | 83,2 | 9,7   | 3,5 | 1,2 | 1,4  | 27,7  |
| 2021     | L.A. Lakers   | 5  | 5  | 28,8  | 40,3 | 18,2 | 83,3 | 6,6   | 2,6 | 0,6 | 1,6  | 17,4  |
| 2023     | L.A. Lakers   | 16 | 16 | 38,0  | 52,0 | 33,3 | 85,2 | 14,1* | 2,6 | 1,4 | 3,1* | 22,6  |
| 2024     | L.A. Lakers   | 5  | 5  | 41,6  | 63,4 | 0,0  | 80,8 | 15,6* | 4,0 | 0,4 | 1,6  | 27,8  |
| Carriera | Carriera      | 60 | 60 | 37,7  | 54,2 | 31,3 | 84,0 | 11,8  | 2,8 | 1,3 | 2,2  | 26,1  |

#### Massimi in carriera
- Massimo di punti: 59 vs Detroit Pistons (21 febbraio 2016)[45]
- Massimo di rimbalzi: 26 vs Brooklyn Nets (2 gennaio 2019)
- Massimo di assist: 11 vs Utah Jazz (13 gennaio 2024)
- Massimo di palle rubate: 6 (3 volte)
- Massimo di stoppate: 10 vs Utah Jazz (11 marzo 2018)
- Massimo di minuti giocati: 50 vs Miami Heat (25 dicembre 2015)

### Nazionale
| Cronologia completa delle presenze e dei punti in Nazionale - Stati Uniti | Cronologia completa delle presenze e dei punti in Nazionale - Stati Uniti | Cronologia completa delle presenze e dei punti in Nazionale - Stati Uniti | Cronologia completa delle presenze e dei punti in Nazionale - Stati Uniti | Cronologia completa delle presenze e dei punti in Nazionale - Stati Uniti | Cronologia completa delle presenze e dei punti in Nazionale - Stati Uniti | Cronologia completa delle presenze e dei punti in Nazionale - Stati Uniti | Cronologia completa delle presenze e dei punti in Nazionale - Stati Uniti |
| Data                                                                      | Città                                                                     | In casa                                                                   | Risultato                                                                 | Ospiti                                                                    | Competizione                                                              | Punti                                                                     | Note                                                                      |
| ------------------------------------------------------------------------- | ------------------------------------------------------------------------- | ------------------------------------------------------------------------- | ------------------------------------------------------------------------- | ------------------------------------------------------------------------- | ------------------------------------------------------------------------- | ------------------------------------------------------------------------- | ------------------------------------------------------------------------- |
| 12-7-2012                                                                 | Las Vegas                                                                 | Stati Uniti                                                               | 113 - 59                                                                  | Rep. Dominicana                                                           | Amichevole                                                                | 9                                                                         | [ 46 ]                                                                    |
| 19-7-2012                                                                 | Manchester                                                                | Gran Bretagna                                                             | 78 - 118                                                                  | Stati Uniti                                                               | Amichevole                                                                | 11                                                                        | [ 47 ]                                                                    |
| 24-7-2012                                                                 | Barcellona                                                                | Spagna                                                                    | 78 - 100                                                                  | Stati Uniti                                                               | Amichevole                                                                | 0                                                                         | [ 48 ]                                                                    |
| 29-7-2012                                                                 | Londra                                                                    | Stati Uniti                                                               | 98 - 71                                                                   | Francia                                                                   | Olimpiadi 2012 - Fase a gironi                                            | 3                                                                         | [ 49 ]                                                                    |
| 31-7-2012                                                                 | Londra                                                                    | Tunisia                                                                   | 63 - 110                                                                  | Stati Uniti                                                               | Olimpiadi 2012 - Fase a gironi                                            | 12                                                                        | [ 50 ]                                                                    |
| 2-8-2012                                                                  | Londra                                                                    | Stati Uniti                                                               | 156 - 73                                                                  | Nigeria                                                                   | Olimpiadi 2012 - Fase a gironi                                            | 9                                                                         | [ 51 ]                                                                    |
| 6-8-2012                                                                  | Londra                                                                    | Argentina                                                                 | 97 - 126                                                                  | Stati Uniti                                                               | Olimpiadi 2012 - Fase a gironi                                            | 2                                                                         | [ 52 ]                                                                    |
| 8-8-2012                                                                  | Londra                                                                    | Stati Uniti                                                               | 119 - 86                                                                  | Australia                                                                 | Olimpiadi 2012 - Quarti di finale                                         | 0                                                                         | [ 53 ]                                                                    |
| 10-8-2012                                                                 | Londra                                                                    | Argentina                                                                 | 83 - 109                                                                  | Stati Uniti                                                               | Olimpiadi 2012 - Semifinale                                               | 0                                                                         | [ 52 ]                                                                    |
| 12-8-2012                                                                 | Londra                                                                    | Stati Uniti                                                               | 107 - 100                                                                 | Spagna                                                                    | Olimpiadi 2012 - Finale                                                   | 0                                                                         | [ 54 ]                                                                    |
| 16-8-2014                                                                 | Chicago                                                                   | Stati Uniti                                                               | 95 - 78                                                                   | Brasile                                                                   | Amichevole                                                                | 20                                                                        | [ 55 ]                                                                    |
| 20-8-2014                                                                 | New York                                                                  | Stati Uniti                                                               | 105 - 62                                                                  | Rep. Dominicana                                                           | Amichevole                                                                | 7                                                                         | [ 56 ]                                                                    |
| 22-8-2014                                                                 | New York                                                                  | Stati Uniti                                                               | 112 - 86                                                                  | Porto Rico                                                                | Amichevole                                                                | 10                                                                        | [ 57 ]                                                                    |
| 26-8-2014                                                                 | Las Palmas                                                                | Slovenia                                                                  | 71 - 101                                                                  | Stati Uniti                                                               | Amichevole                                                                | 18                                                                        | [ 58 ]                                                                    |
| 30-8-2014                                                                 | Bilbao                                                                    | Stati Uniti                                                               | 114 - 55                                                                  | Finlandia                                                                 | Mondiali 2014 - Fase a gironi                                             | 17                                                                        | [ 59 ]                                                                    |
| 31-8-2014                                                                 | Bilbao                                                                    | Turchia                                                                   | 77 - 98                                                                   | Stati Uniti                                                               | Mondiali 2014 - Fase a gironi                                             | 19                                                                        | [ 60 ]                                                                    |
| 2-9-2014                                                                  | Bilbao                                                                    | Stati Uniti                                                               | 98 - 71                                                                   | Nuova Zelanda                                                             | Mondiali 2014 - Fase a gironi                                             | 21                                                                        | [ 61 ]                                                                    |
| 3-9-2014                                                                  | Bilbao                                                                    | Rep. Dominicana                                                           | 71 - 106                                                                  | Stati Uniti                                                               | Mondiali 2014 - Fase a gironi                                             | 10                                                                        | [ 62 ]                                                                    |
| 4-9-2014                                                                  | Bilbao                                                                    | Ucraina                                                                   | 71 - 95                                                                   | Stati Uniti                                                               | Mondiali 2014 - Fase a gironi                                             | 12                                                                        | [ 63 ]                                                                    |
| 6-9-2014                                                                  | Barcellona                                                                | Stati Uniti                                                               | 86 - 63                                                                   | Messico                                                                   | Mondiali 2014 - Ottavi di finale                                          | 4                                                                         | [ 64 ]                                                                    |
| 9-9-2014                                                                  | Barcellona                                                                | Slovenia                                                                  | 76 - 119                                                                  | Stati Uniti                                                               | Mondiali 2014 - Quarti di finale                                          | 13                                                                        | [ 65 ]                                                                    |
| 11-9-2014                                                                 | Barcellona                                                                | Stati Uniti                                                               | 96 - 68                                                                   | Lituania                                                                  | Mondiali 2014 - Semifinale                                                | 8                                                                         | [ 66 ]                                                                    |
| 14-9-2014                                                                 | Madrid                                                                    | Stati Uniti                                                               | 129 - 92                                                                  | Serbia                                                                    | Mondiali 2014 - Finale                                                    | 7                                                                         | [ 67 ]                                                                    |
| Totale                                                                    |                                                                           | Presenze                                                                  | 23                                                                        |                                                                           | Punti                                                                     | 212                                                                       |                                                                           |

## Palmarès

### Club
• Torneo NCAA: 1
Kentucky Wildcats: 2012
- Campionato NBA: 1

Los Angeles Lakers: 2020
- NBA In-Season Tournament: 1

Los Angeles Lakers: 2023

### Individuale
- NCAA Most Outstanding Player: 2012
- NCAA AP All-America First Team (2012)
- McDonald's All-American Game (2011)
- Naismith College Player of the Year (2012)
- John R. Wooden Award (2011)
- Oscar Robertson Trophy (2011)
- Sporting News Player of the Year (2011)
- Adolph Rupp Trophy (2011)
- Associated Press College Basketball Player of the Year (2011)
- Pete Newell Big Man Award (2011)
- NABC Defensive Player of the Year (2011)
- NCAA AP All-America First Team (2012)

- All-NBA Team: 5

First Team: 2015, 2017, 2018, 2020
Second Team: 2024
- Squadre All-Defensive: 5

First team: 2018, 2020, 2024
Second Team: 2015, 2017
- All-Rookie Team:

First Team: 2013
- All-NBA In-Season Tournament Team

First Team: 2023
- Convocazioni all'All-Star Game: 9

2014, 2015, 2016, 2017, 2018, 2019, 2020, 2021, 2024
- Miglior stoppatore NBA: 3

2014, 2015, 2018
- Prima scelta assoluta al Draft NBA 2012
- MVP NBA All Star Game 2017
- Venticinquesimo per numero di stoppate di sempre NBA
- Inserito nel NBA 75th Anniversary Team

### Nazionale
- Oro olimpico: 2

Londra 2012
Parigi 2024
- Campionato mondiale: 1

Spagna 2014